# Sebadoh
Sebadoh es una banda de indie rock formada en Northampton, Massachusetts, por Eric Gaffney, DJ en la estación radial WOZQ y por el bajista y fundador de Dinosaur Jr. Lou Barlow. Después de dejar Dinosaur Jr., Barlow se asoció con Gaffney para grabar una colección de demos que fueron lanzados por el sello Homestead como los álbumes The Freed Man del año 1989 y Weed Forestin de 1990. Jason Loewenstein ingresó en el verano de 1989, siendo el sencillo "Gimme Indie Rock" de 1991 la primera ocasión en que interviene. Sólo en diez ocasiones se presentaron en vivo en el período 1989–1990, entre Western Mass, Boston y New York, antes de lanzar su tercer álbum llamado Sebadoh III.
Después de salir de gira en 1991, junto a la banda Firehose, fueron fichados por el sello Sub Pop (distribuido por Domino Records en el Reino Unido y City Slang en el resto de Europa) en 1992, y dos meses después se lanzaron dos álbumes: Rockin’ The Forest y Sebadoh Vs. Helmet. El quinto álbum Bubble & Scrape fue grabado a fines del verano de 1992 y lanzado en abril de 1993, con 10 000 copias vendidas la primera semana, consolidándose como una de las bandas favoritas de la escena indie rock.
Junto a otras bandas como Pavement y Guided by Voices, Sebadoh fue pionera del rock lo fi, estilo de indie rock caracterizado por sus técnicas de grabación de baja fidelidad, a menudo con grabaciones multipistas. Los primeros trabajos de la banda, como Weed Forestin y Sebadoh III, son altamente representativos de este estilo y transita entre el folk rock introspectivo de Barlow y el noise pop experimental de Gaffney. Después del lanzamiento de Bubble and Scrape en 1993 Gaffney abandonó la banda. Le reemplazó Bob Fay, que toca por primera vez en su más aclamado y consistente trabajo, el álbum Bakesale de 1994. A continuación publicaron Harmacy de 1996. Fay dejó la banda antes de las sesiones para el disco The Sebadoh de 1999, siendo remplazado por Russ Pollard. Luego de la gira promocional del álbum, Barlow se concentró en su otro proyecto, Folk Implosion y con Loewenstein trabajando en el material para su debut como solista, el álbum At Sixes and Sevens, lanzado el 2002. Ha habido dos reuniones para presentarse en vivo, una a fines del 2003 y en el 2004.

## Discografía

### Álbumes
- The Freed Man (1989)
- Weed Forestin' (1990)
- The Freed Weed (1992) - compilado de The Freed Man y Weed Forestin
- Sebadoh III (1991) - reeditado por Domino en 2006
- Rockin' the Forest (1992)
- Sebadoh vs. Helmet (1992)
- Smash Your Head on the Punk Rock (1992) - compilado de Rockin' the Forest y Sebadoh vs. Helmet
- Bubble and Scrape (1993)
- Bakesale (1994)
- [Local Band Feel (Live) (1995)
- Harmacy (1996)
- Magnet's Coil (1997) (compilado)
- The Sebadoh (1999)
- Defend Yourself (2013)
- Act Surprised (2019)

### Sencillos
- Gimme Indie Rock (1991)
- Oven Is My Friend (1991)
- Asshole (1992)
- Soul and Fire (1993)
- Rebound/4 Song CD (1994)
- Skull (1994)
- Not Too Amused (1995)
- Beauty of the Ride (1996)
- Ocean (1996)
- Flame (1998)
- Secret EP (2012)

- Datos: Q1467927
- Multimedia: Sebadoh / Q1467927